# Kanton M’Tsangamouji
Der Kanton M’Tsangamouji ist ein ehemaliger Kanton im französischen Übersee-Département Mayotte, der von 1977 bis 2015 bestand und genau das Gebiet der Gemeinde M’Tsangamouji umfasste. Vertreter im Generalrat von Mayotte war von 2011 bis 2015 Ben Issa Ousseni.